# 東松江駅 (和歌山県)
東松江駅（ひがしまつええき）は、和歌山県和歌山市にある、南海電気鉄道加太線の駅。駅番号はNK44-1。
かつては南海北島支線の分岐駅であった。

## 歴史
- 1930年（昭和5年）
  - 12月1日：加太軽便鉄道の島橋駅 - 中松江駅間に新設。
  - 12月22日：社名変更により加太電気鉄道の駅となる。
- 1942年（昭和17年）2月1日：会社合併により南海鉄道の駅となる。
- 1944年（昭和19年）
  - 6月1日：会社合併により近畿日本鉄道の駅となる。
  - 10月1日：紀ノ川駅 - 当駅間が松江線として開業。
- 1947年（昭和22年）6月1日：路線譲渡により南海電気鉄道の駅となる。
- 1948年（昭和23年）9月：新駅舎使用開始[2]。
- 1950年（昭和25年）7月25日：松江線の旅客営業開始。加太線の運転系統を紀ノ川駅経由に変更。
- 1955年（昭和30年）2月15日：旧加太線の和歌山市駅 - 北島駅間の廃止に伴い、松江線が加太線に編入。北島駅 - 当駅間は北島線に変更。
- 1966年（昭和41年）12月1日：北島線廃止。
- 2012年（平成24年）4月1日：駅ナンバリングが導入され、使用を開始[3][4]。

## 駅構造

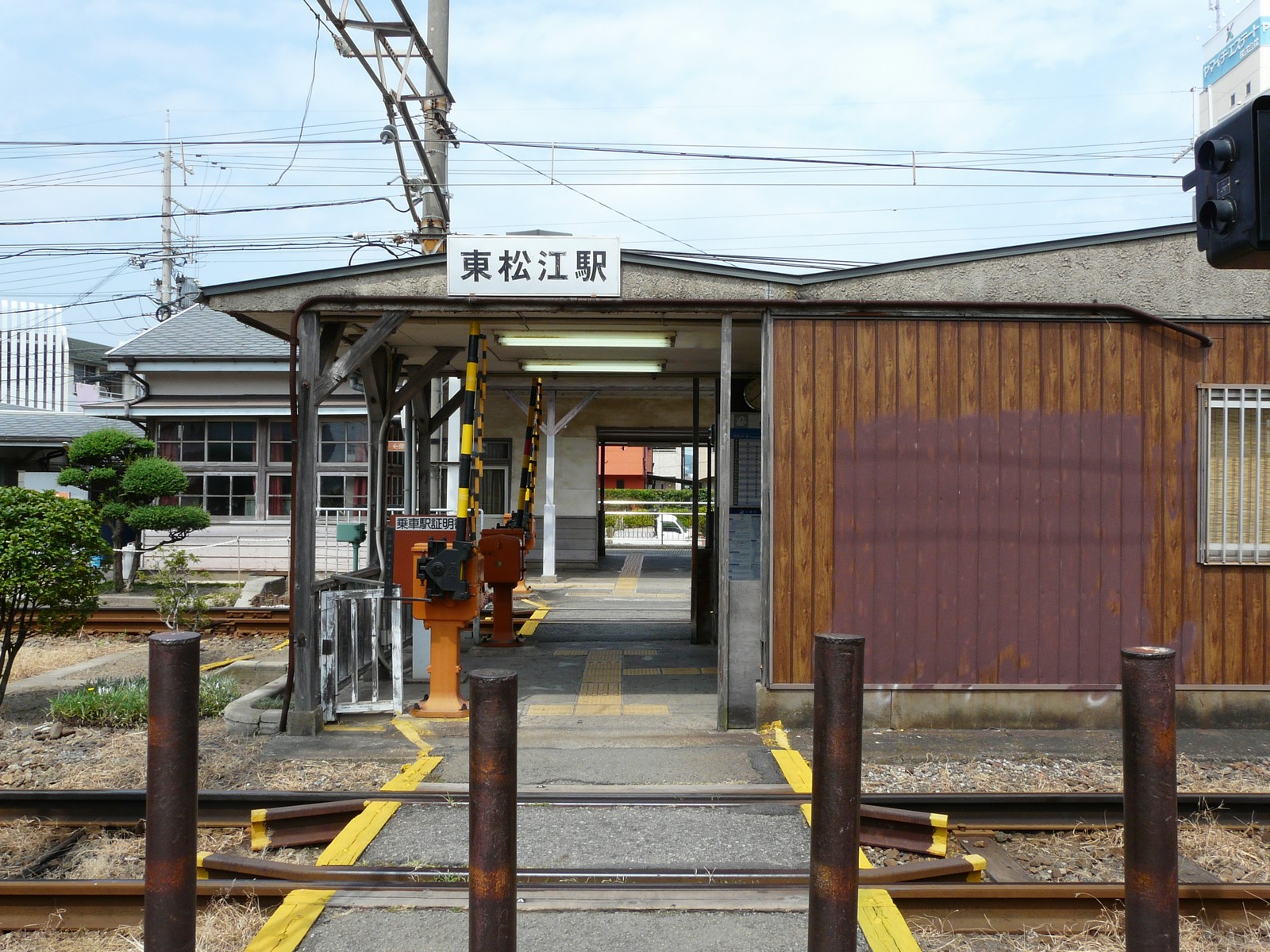
新駅舎（南側より）。奥は旧駅舎

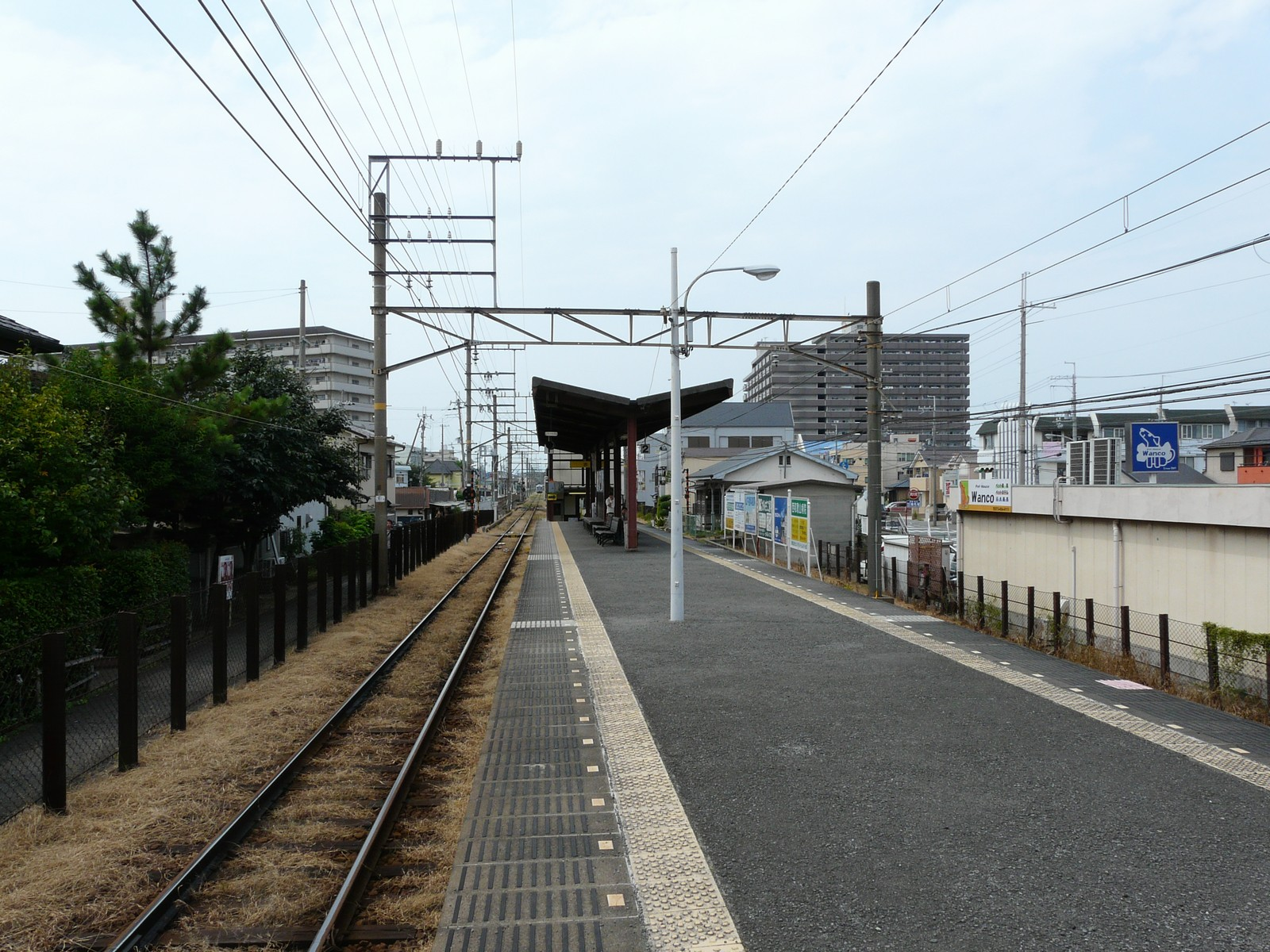
ホーム（2008年7月）

交換設備を備えた島式1面2線のホームを持つ地平駅である。改札口はホームの加太駅寄りにある。ホームの北側に旧駅舎が待合室として残されている。そこから構内踏切を渡って左側に現在の駅舎と先述の改札口がある。この構内踏切はそのまま南側の細い道にも通じている。

### のりば
| のりば | 路線   | 方向 | 行先                           |
| ------ | ------ | ---- | ------------------------------ |
| 1      | 加太線 | 下り | 加太方面                       |
| 2      | 加太線 | 上り | なんば・関西空港・和歌山市方面 |

## 利用状況
2020年（令和2年）度の調査結果では、1日平均乗降人員は759人である。この数字は南海の駅全体では100駅中72位、加太線の駅（和歌山市駅は除外）としては8駅中3位。
各年度の1日平均乗降人員は下記の通り。
| 年度   | 1日平均 乗降人員 | 順位 |
| ------ | ---------------- | ---- |
| 1980年 | 2,277            |      |
| 1985年 | 2,024            |      |
| 1990年 | 1,910            |      |
| 1995年 | 1,843            |      |
| 2000年 | 1,430            |      |
| 2001年 | 1,357            |      |
| 2002年 | 1,327            |      |
| 2003年 | 1,270            |      |
| 2004年 | 1,256            |      |
| 2005年 | 1,212            |      |
| 2006年 | 1,136            |      |
| 2007年 | 1,119            |      |
| 2008年 | 1,122            |      |
| 2009年 | 1,072            |      |
| 2010年 | 1,061            |      |
| 2011年 | 1,039            |      |
| 2012年 | 998              |      |
| 2013年 | 1,042            |      |
| 2014年 | 1,042            |      |
| 2015年 | 1,017            |      |
| 2016年 | 969              |      |
| 2017年 | 966              | 73位 |
| 2018年 | 965              | 73位 |
| 2019年 | 947              | 73位 |
| 2020年 | 759              | 72位 |
| 2021年 | 763              | 72位 |

## 駅周辺
駅北方の県道沿いに店舗が多い。周囲は民家やマンションが立ち並んでいる。駅東側で土入川が、新堀川を併せ南流する。かつては当駅の中松江駅寄りから住友金属工業和歌山製鉄所（現・日本製鉄関西製鉄所和歌山地区）構内に専用線が延びており、資材などの輸送に使われたが、1984年に加太線の貨物輸送が廃止され、線路も撤去されている。
- 和歌山県和歌山北警察署
- 創価学会北和歌山文化会館
- 和歌山放送ラジオ送信所 - 駅から東へ200メートルほど。
- 和歌山市西保健センター
  - 和歌山市動物愛護管理センター
- 和歌山県道7号粉河加太線

## 隣の駅
南海電気鉄道
 加太線
紀ノ川駅 (NK44) - （梶取信号所） - 東松江駅 (NK44-1) - 中松江駅 (NK44-2)

### かつて存在した路線
南海電気鉄道
北島支線
島橋駅 - 東松江駅